# Jordi Codina
Jordi Codina Rodríguez (Barcelona, 1982. április 27. –) spanyol labdarúgó.

## Pályafutása
Codina 2002-ben került a Real Madridhoz az RCD Espanyol csapatából. A Castilla kapusa lett.
A másodosztályban a 2005–06-os szezonban debütált a Sporting Gijón ellen.
A 2007–08-as szezonban a Real első csapatába került, mint harmadik számú kapus Iker Casillas és Jerzy Dudek mögött. 2008. május 11-én, a szezon zárómeccsén mutatkozhatott be a Levante elleni 5–2-re megnyert hazai mérkőzésen. Ez egyben az első és az utolsó meccse volt Codinának Real Madrid mezében.
2009. július 2-án a szerződése lejárta miatt a Getafe CF csapatába került. Három évre írt alá a madridi csapattal.

## Sikerei, díjai
- Real Madrid
  - La Liga: 2007–08

## Fordítás
- Ez a szócikk részben vagy egészben  a   Jordi Codina című angol Wikipédia-szócikk fordításán alapul.  Az eredeti cikk szerkesztőit annak laptörténete sorolja fel. Ez a jelzés csupán a megfogalmazás eredetét és a szerzői jogokat jelzi, nem szolgál a cikkben szereplő információk forrásmegjelöléseként.